# 김봉룡 (1902년)
김봉룡(金奉龍, 1902년 ~ 1994년)은 경상남도 통영출생으로 일제강점기, 대한민국의 공예가이다. 나전칠기의 명장이다.

## 생애
17세 때부터 나전칠기를 만들기 시작하여 초기에는 근대초기 나전칠기의 명인으로 알려진 박정수(朴貞洙)에게, 30세 이후에는 칠기의 조형미를 현대적으로 혁신한 전성규(金成圭)에게 사사(師事)했다. 그 사이 서울에 고대미술 나전칠기 공예소를 설립, 20년간 자영(自營)하기도 했다. 1934년에서 1940년까지 계속하여 선전에 입선, 1943년과 1944년의 선전에는 무감사(無鑑査)로 출품했다. 1924년 일본교토시(京都市) 주최 세계박람회에 문고를 출품하여 수상, 1925년 프랑스 파리에서 열린 만국박람회에서 은상패(銀賞牌)를 수상했다. 1927년 일본 동경에서 개최된 우량공예품전에 문고를 출품하여 금패를 받았다.
1945년 조선미술본부 회원, 1946년 조선공예가협회 회원, 1946년 조선공예가협회 회원, 1951년 통영나전칠기강습소에 강사로 근무하다가 1953년 이후에는 경상남도 공예기술원양성소 강사를 거쳐 동 부소장으로 재직하였다. 1961년 국전 초대작가로 초빙되어 출품, 1966년 중요국가무형문화재 나전장 보유자로 지정되었다. 1969년 강원도 원주에 나전칠기, 이조목기연구소를 설립, 1975년 국전초대작가가 되었다.
작품으로 〈용봉모양나전화병 (龍鳳模樣螺鈿花甁)〉 등이 있다.

## 업적
공업용 실톱을 도입하여 전통 나전 줄음질을 보다 섬세하게 발전시켰고, 당대 예술가들과 교류하며 도안의 영역을 넓히고 나전공예에 예술성을 더하는 업적을 이루었다. 또한 통영나전칠기공예소(統營螺鈿漆器工藝所, 1963년)와 원주칠공예소(原州漆工藝所, 1970년)를 설립하여 많은 나전 장인을 배출하여 나전공예가 성장할 발판을 닦았다.

## 참고 자료
- 김봉룡 - 한국민족문화대백과사전

- 이 문서에는 문화재청에서 공공누리 제1유형으로 배포된 자료를 바탕으로 한 내용이 포함되어 있습니다.
- 이 문서에는 다음커뮤니케이션(현 카카오)에서 GFDL 또는 CC-SA 라이선스로 배포한 글로벌 세계대백과사전의 내용을 기초로 작성된 글이 포함되어 있습니다.